# منتزعة الكبريت الفيتنامينية
منتزعة الكبريت الفيتنامينية (الاسم العلمي: Desulfovibrio vietnamensis) هي نوع من البكتيريا، سلبية الغرام، تتبع جنس منتزعة الكبريت.